# Álvaro Valiño
Álvaro Valiño, nacido en La Coruña en 1977, es un diseñador gráfico español. 

## Trayectoria
Es un diseñador que trabaja en el campo de la infografía, la ilustración y el diseño gráfico. En 2011 trabajó en el premiado departamento de infografía del diario estatal Público. Anteriormente lo hizo en La Voz de Galicia. En 2002 se convirtió en el primer diseñador de un medio gallego en obtener el premio internacional " Premio a la Excelencia " que otorga la Society of Newspaper Design. Lo consiguió con una infografía realizada en colaboración con el reportero David Beriáin sobre crímenes sin resolver.
Entre sus hitos se encuentra el diseño de dos portadas para la prestigiosa revista Science, así como la publicación de un artículo científico en la revista Nature sobre los beneficios de la asociación entre investigadores científicos y artistas gráficos bajo el título "Science–graphic art partnerships to increase research impact".
Ha trabajado para National Geographic, The Guardian, Il Corriere della Sera y The Washington Post .
Participó en diferentes exposiciones y selecciones en torno al diseño gallego como "Galicia, procesos y formas. Un recorrido gráfico" junto a obras de Isaac Díaz Pardo, Luis Seoane y Urbano Lugris entre otros.
En el verano de 2024 se incorporó al equipo del Washington Post como reportero gráfico.

## notas
1. ↑  Reportaxe O trío do vector, en Culturagalega.org.
2. ↑  «Un coruñés en la portada de «Science»». La Voz de Galicia. 24 de mayo de 2018. Consultado el 16 de septiembre de 2024.
3. ↑  Khoury, Colin K.; Kisel, Yael; Kantar, Michael; Barber, Ellie; Ricciardi, Vincent; Klirs, Carni; Kucera, Leah; Mehrabi, Zia et al. (6 de agosto de 2019). «Science–graphic art partnerships to increase research impact». Communications Biology (en inglés) 2 (1): 1-5. ISSN 2399-3642. doi:10.1038/s42003-019-0516-1. Consultado el 16 de septiembre de 2024.
4. ↑  «Un siglo de diseño en Galicia». La Voz de Galicia. 11 de septiembre de 2024. Consultado el 16 de septiembre de 2024.
5. ↑  «Álvaro Valiño - The Washington Post». Álvaro Valiño (en inglés). Consultado el 16 de septiembre de 2024.